# Matoi (Standarte)

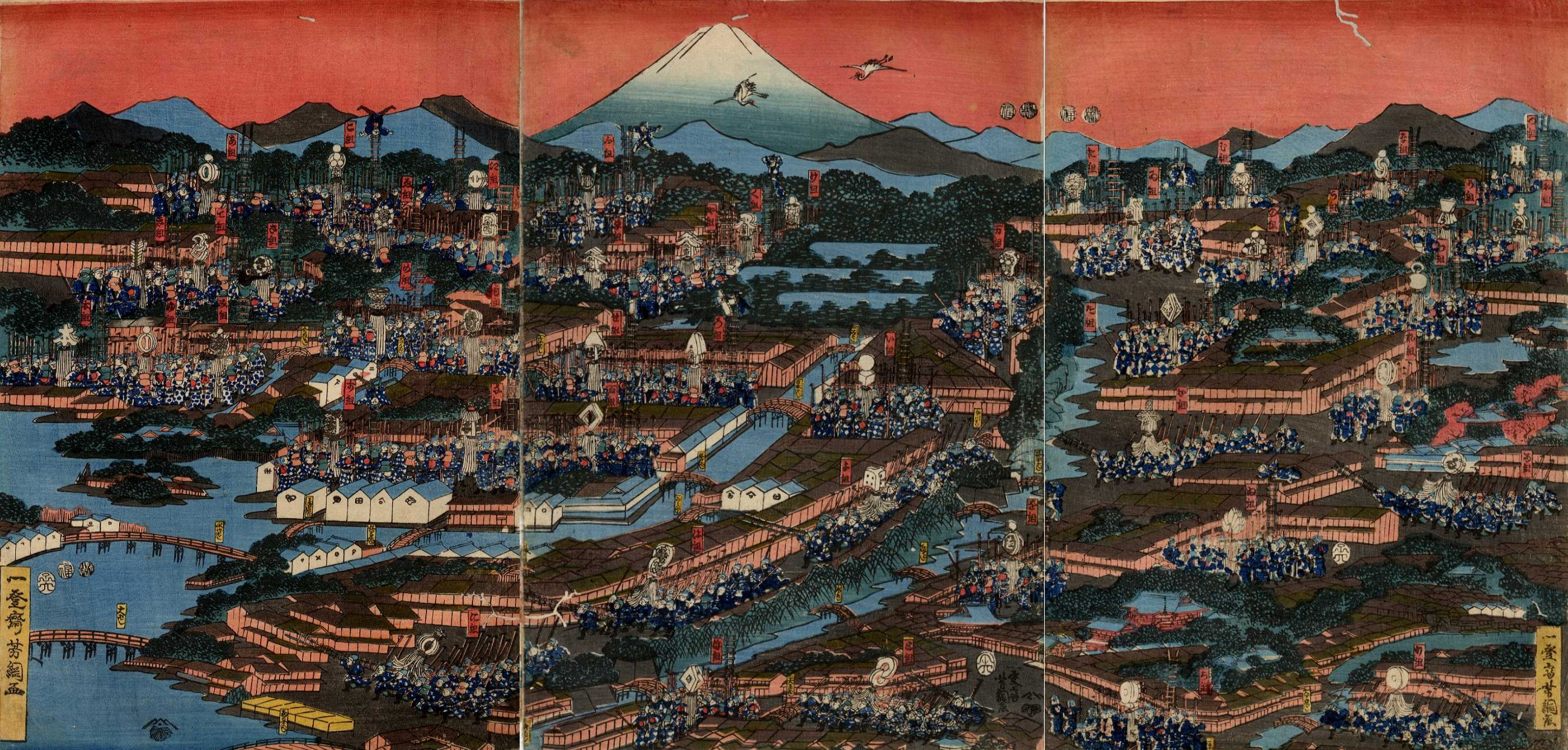
Die bürgerlichen Feuerwehreinheiten Edos mit ihren Matoi; Farbholzschnitt von Utagawa Yoshitsuna, 1852

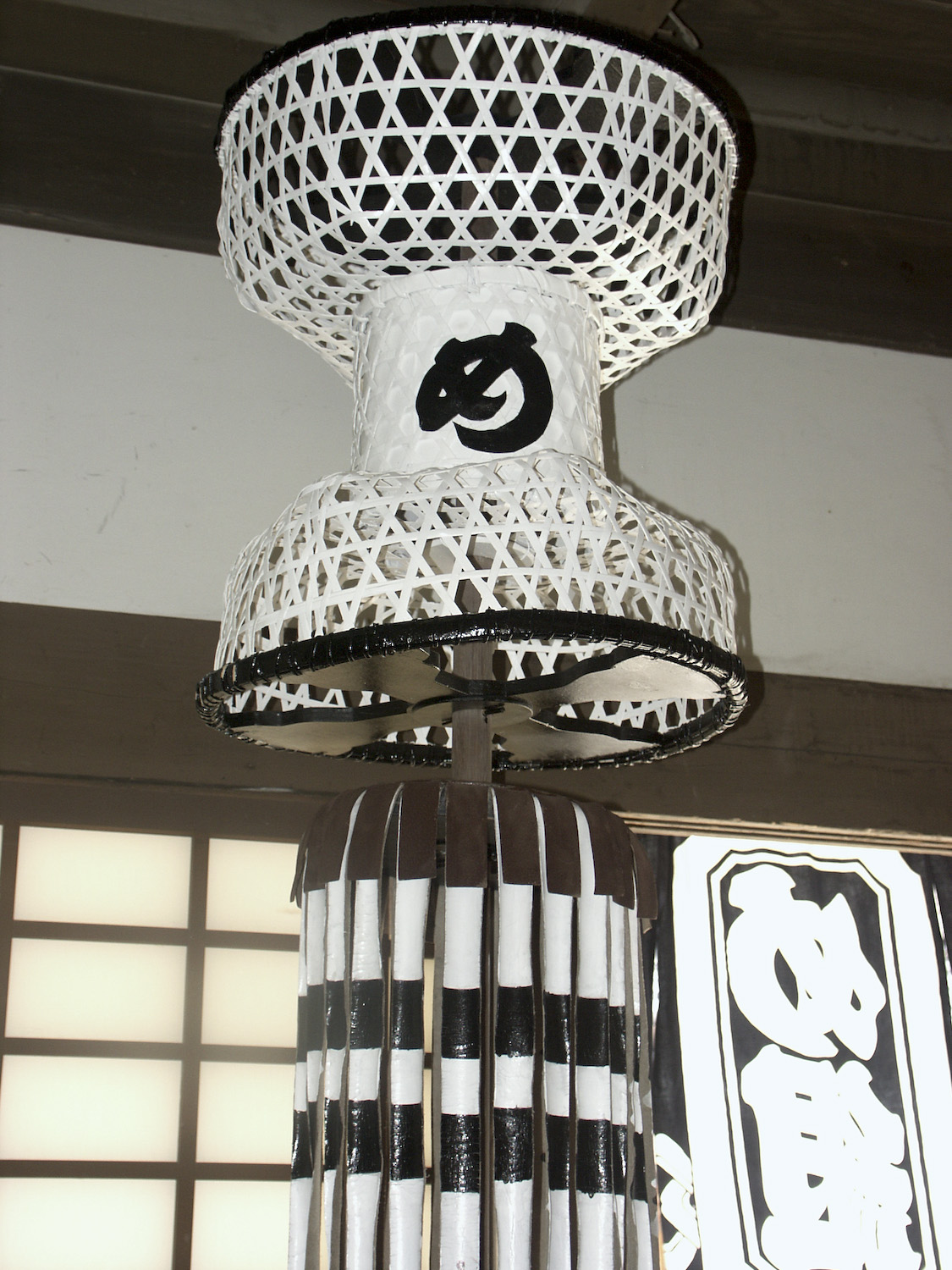
Nachbildung einer Matoi im Museum der Tōei-Filmstudios

Die Matoi (jap. 纏) waren die Standarten der Feuerwehr der japanischen Stadt Edo (heute Tokio) zur Edo-Zeit.
Jede der 48 Feuerwehrbrigaden besaß ihre eigene Matoi, die, wenn ein Brand in der Stadt entstand, von der nächsten Einheit an den Einsatzort getragen und dort hochgehalten wurde, um den anderen Feuerwehrmännern, den Hikeshi, den Weg zu der Stelle anzuzeigen.
Die Matoi bestanden aus einer etwa 1,80 Meter hohen Holzstange, von deren Spitze eine kunstvolle, aus Papiermaché gefertigte Figur herabhing, unter der lange Streifen aus Papier angebracht waren. Die räumlichen Figuren waren für jede Brigade einzigartig und ähneln oder zeigen deren charakteristischem Schriftzeichen. Es existieren viele Zeichnungen und Abbildungen der Matoi aus dem 19. Jahrhundert.
Auch heute existieren die Matoi noch, werden aber nur zu feierlichen Anlässen verwendet, beispielsweise bei den Feuerwehr-Neujahrs-Festen (出初式, dezomeshiki). 
Das Fire Museum (消防博物館 東京消防庁消防防災資料センター) der Tokioter Feuerwehr hat eine größere Sammlung von Matoi-Nachbildungen.